# Никулина, Надежда Алексеевна
Наде́жда Алексе́евна Нику́лина (1845—1923) — русская актриса.

## Биография
Родилась в Москве 12 (24) августа 1845 года в купеческой семье.
В 1863 году окончила Московское театральное училище (училась у В. А. Дмитревского и И. В. Самарина). Ещё во время обучения получала роли в спектаклях Малого театра: мелодраме «Помешанная» (партнёром Никулиной был М. С. Щепкин) и драматическом водевиле «Матрос». Поступив в труппу Малого театра, стала играть комедийные и водевильные роли. Основой её репертуара стали пьесы А. Н. Островского: специально для неё драматург написал роль Верочки в пьесе «Шутники» (1864), а затем назначал ей роли почти в каждой своей новой пьесе. Наиболее яркими в исполнении Никулиной считаются роли Глафиры и Варвары.
С возрастом Никулина перешла на характерные роли, сохраняя, однако, комедийную направленность. В 1914 году покинула сцену по состоянию здоровья, однако до конца жизни числилась в составе труппы «на покое по болезни».
В 1922 году в Малом театре отмечался юбилей Г. Н. Федотовой и Н. А. Никулиной — шестидесятилетие их служения родному театру.
Умерла в Москве 5 июля 1923 года. Похоронена на Ваганьковском кладбище (13 уч.).

## Признание и награды
- Звание Заслуженной артистки Императорских театров (02.02.1902)[2]

## Роли в театре
- «Помешанная»
- «Матрос»
- 1864 — «Шутники» А. Н. Островского — Верочка
- 1864 — «Доходное место» А. Н. Островского — Полина
- 1866 — «Старый друг лучше новых двух» А. Н. Островского — Оленька
- 1866 — «Воспитанница» А. Н. Островского — Надя
- 1867, 1883 — «Ревизор» Н. В. Гоголя — Марья Антоновна; Анна Андреевна
- 1867, 1868 — «Тартюф» Мольера — Марианна, Дорина
- 1868 — «Грех да беда на кого не живет» А. Н. Островского — Татьяна
- 1868 — «Василиса Мелентьева» А. Н. Островского и С. А. Гедеонова — царица Анна
- 1868 — «Горе от ума» А. С. Грибоедова — Лиза; позже — княгиня Тугоуховская
- 1873 — «Гроза» А. Н. Островского — Варвара
- 1873 — «Поздняя любовь» А. Н. Островского — Лебёдкина
- 1873 — «Снегурочка» А. Н. Островского — Купава
- 1873 — «Скупой» Мольера — Фрозина
- 1875 — «Проделки Скапена» — Зербинетта
- 1875 — «Волки и овцы» А. Н. Островского — Глафира
- 1876 — «Правда хорошо, а счастье лучше» А. Н. Островского — Поликсена
- 1880 — «Невольницы» А. Н. Островского — Софья Сергеевна
- 1881 — «Таланты и поклонники» А. Н. Островского — Смельская
- 1884 — «Без вины виноватые» А. Н. Островского — Коринкина
- 1886 , 1905 — «На всякого мудреца довольно простоты» А. Н. Островского — Мамаева, Турусева
- 1891 — «Плоды просвещения» Л. Н. Толстого — Толбухина
- 1895 — «Большие и маленькие» Персианиновой
- 1895 — «Золото» Вл. И. Немировича-Данченко — Анна Ефимовна
- 1900 — «Лес» А. Н. Островского — Гурмыжская
- «Каширская старина» — Глаша
- «Блуждающие огни» — Лёля
- «Женитьба» Н. В. Гоголя — Агафья Тихоновна
- «Дикарка» А. Н. Островского
- «Майорша» Шпажинского — Феня
- «Княгиня Ульяна Вяземская» Д. В. Аверкиева
- «Школа мужей» Мольера
- «Учёные женщины» Мольера
- «Женитьба Фигаро» Бомарше — Керубино, Марселина
- «Идеальный муж» О. Уайльда — леди Маркби